# Ibrexafunger
 (mars 2025).
L'ibrexafungerp est un médicament antifongique utilisé pour traiter les infections vaginales à levures . Il est vendu sous le nom de marque Brexafemme.

## Mode d'action
C'est un antifongique triterpénoïde qui agit en bloquant la glucane synthase, ce qui empêche la formation de la paroi cellulaire fongique.

## Usage médical
Il peut être utilisé chez les femmes après le début des règles . Le médicament est pris par voie orale .

## Effets secondaires
Les effets secondaires de ce médicament  comprennent une diarrhée, des nausées, des douleurs abdominales ou des étourdissements. L'utilisation de ce médicament pendant la grossesse peut nuire au fœtus. 

## Histoire
Le médicament a été approuvé pour un usage médical aux États-Unis en 2021. Il n'est pas approuvé en Europe ni au Royaume-Uni en 2022. Aux États-Unis, un traitement coûte environ 500 dollars américains en 2022.